# 트레이 파커
랜돌프 세번 "트레이" 파커 3세 (Randolph Severn "Trey" Parker III, 1969년 10월 19일 ~ )는 아카데미상 후보에 오르고, 에미상을 수상한 미국의 만화영화 제작자, 시나리오 작가, 영화 감독, 성우, 배우, 음악가이다. 그는 그의 친구인 맷 스톤과 더불어 《사우스 파크》를 같이 만든 저명한 만화영화 제작자이기도 하다.

## 일대기
랜돌프 세번 파커 3세는 콜로라도주의 콘퍼에서 지질학자인 랜디 파커와 보험 판매원 샤론 파커(사우스 파크 캐릭터중 랜디 마시와 샤론 마시의 기초가 되었다)의 2자녀중, 동생으로 태어났다. 그에게는 셸리라는 나이 많은 누나가 있었다.(사우스 파크 캐릭터중 셸리 마시의 기초가 되었다). 파커는 웨스트 제퍼슨 중학교와 에버그린 고등학교에 다녔다. 학창시절 동안 그는 학년에서 가장 웃기는 사람으로 뽑히기도 하였다. 그는 1988년에 에버그린 고등학교를 졸업했다.
파커는 보스턴에 있는 버클리 음대를 다니다가 콜로라도 주립대로 전학을 하게 된다. 거기서 맷 스톤을 만나게 된다. 그는 콜로라도 대학교에서 음악과, 언젠가 영화 관련 일을 해보겠다는 목표로, 영화 제작 수업을 들었다. 그는 대학교 재학 중 미국 역사가 포함된 몇몇의 단편 만화영화를 만들었고, 학생 아카데미상을 수상하게 되었고, 맷 스톤과 크리스마스 정신 : 예수 vs. 프로스티를 만들었다.
그러던 중 파커가 만든 필름이 폭스 TV의 브라이언 고든의 눈에 띄게 되었다. 1995년 고든은 맷 스톤과 함께 자신들이 대학교에서 만든 단편 만화영화를 바탕으로, 크리스마스 카드 화면을 만들어보라고 지시했다. 그게 크리스마스 정신: 예수 Vs. 산타였다. 이 만화는 5분 동안의 짧은 시간 동안에 스탠 마시, 에릭 카트먼, 케니 매코믹, 카일 브로플로프스키가 예수와 산타 클로스의 크리스마스 주도권 다툼을 구경하는 내용이었다. 이 비디오를 받은 조지 클루니는 몇 백 개의 사본을 만들었고, 그 애니메이션은 할리우드와 인터넷에서 꼭 봐야하는 것이 되었다.
그것을 본 코미디 센트럴에서는 그들이 만든 크리스마스 정신:예수 vs. 산타에 나오는 등장인물들을 기반으로 한 만화영화를 만들도록 그들을 고용했고, 경청자의 반응에 신경쓸것 없이 6개의 애니메이션을 만들도록 하였다. 《사우스 파크》는 1997년 8월 13일에 첫 전파를 타게 되었고, 그리고 《사우스 파크》는 코미디 센트럴 역사상 가장 높은 시청률을 자랑하였다.
1999년 여름, 파커와 스톤은 그들이 비평에서 호평을 받은 장편 영화인 《사우스 파크: 크고 자르지 않은》을 개봉하였다. 이 영화는 있는 그대로의 뮤지컬이었다. "Blame Canada"는 파커와 마크 사이먼이 가사를 썼는데, 아카데미상중 최고의 노래상에 후보로 올라가게 되었다. 이 상은 필 콜린스가 다음 에피소드에 나온다는 속임수로 인해서 상을 못받았다.
2000년에 있은 재 계약 협상에, 《사우스 파크》에 3개 이상의 시즌을 추가하였고, 파커와 스톤은 라이브 액션 시트콤을 만들 수 있는 계약이 들어가게 되었다. 그리고 2003년에 계약 협상에서 《사우스 파크》를 9시즌까지 만들기로 계약을 맺었고, 10 시즌까지 만들 수 있는 옵션을 가지게 되었다.
파커와 그의 친한 친구인 맷 스톤은 정치적인 스펙트럼때문에 비판과 갈채를 받았다. 그리고 그들은 어떤 권위자간에 불경을 나타낸다. 사우스 파크 공화당원이란 단어를 만든 동안에 민주당원들을 가르치던 공화당 젊은 세대들을 쇼의 정치적인 부정확한 유머와 불경속에 사회적 이슈가 무더지도록 보냈다. 역사적으로, 파커는 자신을 중립이라고 기술하였고, 그리고 그는 미국 민주당원이기도 하였다.
2005년 9월 9일 코미디 센트럴은 파커와 스톤이 《사우스 파크》를 3시즌 더 만들기로 협약을 맺었다. 이 결정은 팬들을 놀라게 만들었는데, 팀 아메리카를 만든후 트레이와 맷이 공공연하게 말한 아무것도 하고 싶지 않다, 우울하다라는 말을 들었기 때문이다. 코미디 센트럴에서는 42개의 에피소드 (후반에 만든 9시즌 포함) 또는 《사우스 파크》가 3년더 넘게 지속될 수 있는 3개의 시즌까지 전념하도록 하였다. 사우스 파크의 삭제된 버전은 2005년 9월 19일에 이사회 앞에서 선보였다.
2007년 8월 26일, 코미디 센트럴은 추가로 세 시즌을 계약했다. 이로써 《사우스 파크》는 시즌 15(2011년 예정)까지 방영되는 것이 확정되었다. 이와 더불어, 코미디 센트럴과 파커, 스톤은 조인트 벤처를 통해 인터넷, 모바일, 비디오 게임 등등으로 《사우스 파크》와 관련된 모든 상품을 퍼트릴 수 있게 하는 허브를 조성하는 데 합의했다. 이를 통해 벌어들인 수익은 코미디 센트럴과 파커, 스톤이 50:50으로 분배하게 된다.
트레이 파커와 맷 스톤은 거대한 괴물의 일본침공과, 《My All American》이라고 이름 붙인 고등학교 코미디영화를 계획하고 있다.
트레이 파커는 현재 벨에어에서 살고 있으며, 2006년 1월 엠마 스기야마와 결혼했다.

## 그가 만든 작품 리스트

### 학생 시절
- 《스리랑카의 거대햔 비버》 (The Giant Beavers of Sri Lanka, 1989)
- First Date (1990)
- American History (1991)
- 크리스마스의 정신: 예수.VS.프로스티 (1992)

### 맷 스톤과 협력한 작품들
- 《거대한 괴물의 일본 침공》 (2008년)
- My All American (2008년)
- 《팀 아메리카 : 세계 경찰》 (2004년): 공동 작가, 음성, 제작자, 감독
- 《Princess》 (2003년): 공동 작가, 음성, 제작자, 감독. 쇼크웨이브로 만들어졌다. 쇼크웨이브는 작업이 안전하지 못하다는 이유로 쇼를 거절했다. 쇼크웨이브는 현재 많은 웹 사이트에서 사용되고 있다.
- 《That's My Bush!》 (TV series, 2001년): 공동 제작자, 작가, 책임 제작자, 주제 작곡가 및 연기자
- 《사우스 파크:더 크게, 더 길게, 덜 자른》 (1999년): 음성, 추가 음악과 가사, 공동 작가, 감독
- 베이스켓볼 (1998년): 배우
- 사우스 파크 (TV 시리즈, 1997년-현재까지): co-creator, voices, writer, additional music, director, executive producer
- 《오르가즈모》 (1997년): 배우, 공동 작가, 감독
- 크리스마스의 정신 (예수 vs. 산타, 1995년; 예수 vs. 프로스티, 1992년)
- Cannibal! The Musical (shot in 1993, released in 1996): actor (as Juan Schwartz), composer, co-writer, director
- Your Studio and You, a live-action short including the performance of many celebrities, produced in 1995 to commemorate the purchase of Universal Studios by Seagram.

### 가지가지 잡다한 것들
- American History, 1991 college animated short, winner of a Student Academy Award
- "Even If You Don't" by Ween (music video, 2000)
- The Giant Beaver of Southern Sri Lanka, during the making of which he met Stone (also notable for inspiring the South Park episode "The Mexican Staring Frog of Southern Sri Lanka").

## 사우스 파크에서의 목소리
- 스탠 마시와 그의 아버지 랜돌프 마시, 스탠의 할아버지 마빈 마시
- 에릭 카트먼
- 클라이드 도노반
- 크레이그와 그의 부모님("Tweek vs. Craig" 에피소드).
- 허버트 게리슨 선생
- 미스터 행키
- 산타 클로스
- 미스터 맥키
- 촉손딕 선생님
- 티미 버치
- 지미 벌머
- 카일 슈와츠
- 필립
- 사탄 (사우스 파크)
- 브라이언 보이타노
- 바버레디 경관
- 기타

## 작품 목록
- 슈퍼배드 3